# Honda HA-420 HondaJet
Honda HA-420 HondaJet是本田航空器公司所研发的第一型量產型飞机。该型商務噴射機是在美国北卡罗来纳州的格林斯伯勒设计、开发及制造。

## 发展
早在1962年，本田創始人本田宗一郎就宣布進軍航空領域。1980年代初，本田派出了一批工程研發人員遠赴美國，在美國密西西比州立大學系統學習航空設計、製造和管理。本田的SHM-1/MH01涡轮螺旋桨飞机进行层流机翼测试，本田在1980年代后期和1990年代初期的Honda MH02都在密西西比州立大学拉斯佩特飛行研究实验室进行制造及组装。该MH02的原型是使用碳纤维／环氧树脂复合材料所制造的超輕型噴射機。MH02的飞行测试直到1996年，之后该飞机就被运送到日本。
HondaJet的设计师藤野道格1984年從東京大學航空工程專業畢業後加入了本田技研工業，參與汽車的研發。1986年被本田派往美國學習航空設計和製造，成為本田航空團隊的元老。1997年他描繪了该飞机的草图，并在1999年定下了该飞机的概念设计， 藤野道格表示该飞机的机头设计受到了萨尔瓦托勒·菲拉格慕的鞋子的启发。同年，在波音的风洞里进行风流测试。该测试的成绩并更进一步的证明这是一种有效的概念设计。
2000年10月，本田美國研發中心在北卡罗来纳州格林斯伯勒的皮埃蒙特三子城国际机场建立了研究機構。2003年3月一个概念驗證版本的HondaJet（尚非可製造）进行了第一次飞行。2004年，本田批准HondaJet开始进行商业发展。2005年7月28日，HondaJet在年度 EAA AirVenture 航展中首次亮相。在次年的 AirVenture 航展，本田宣布HondaJet将会商业化。2006年8月，本田飛機公司正式成立。
2010年12月20日，第一架符合美国联邦航空管理局规格的HondaJet完成了第一次飞行。第一批量产的HondaJet则在2014年7月27日首飞，并于28日在该年的 AirVenture 中展出。截至2015年底，4架HondaJets在全美超过70个不同的地方进行了测试，累计测试飞行时长超过3千小时。

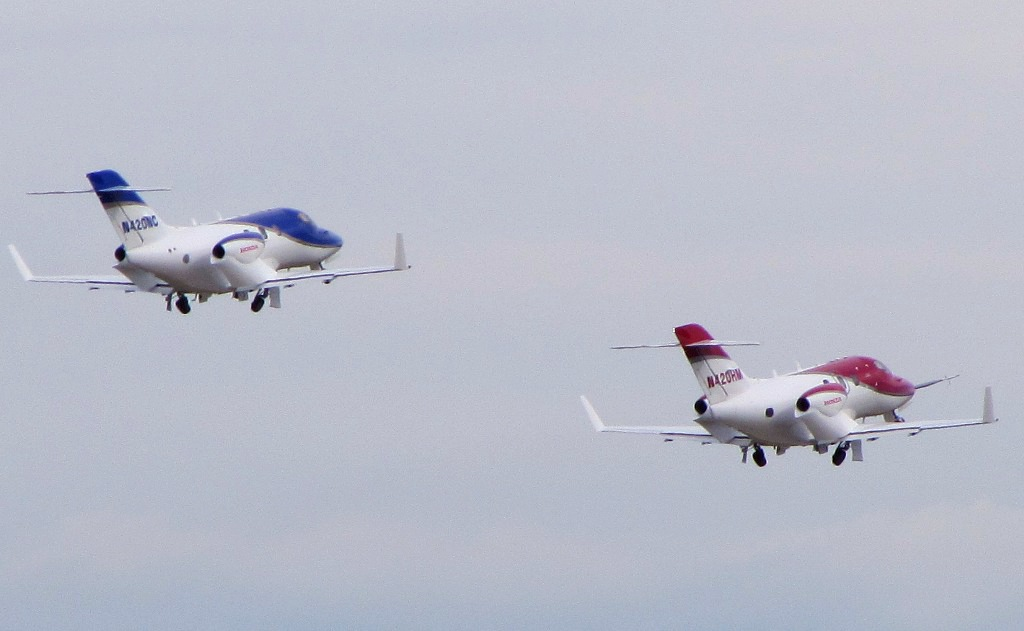
HondaJet雙機試飛

从2006到2015年间，本田投资超过2亿美金对本田飞机公司进行设施扩建，园区规模从单个机库扩大到133英亩（约53.82公顷），包含独立研发中心、生产车间、客户服务中心和全球总部大楼。 同时，本田飞机公司为取得美国航空航天局的型号认证付出极大的努力，准备的各类文件超过200万页，内容涵盖超过20万种不同元件。
2015年3月，HondaJet獲得「临时联邦航空局认证」，使该飞机得以继续生产以及进行飞行示范，但并不能交付给客户。同年12月，該飛機终于拿到了由美国联邦航空管理局所发出的认证。2015年，HondaJet飞遍了日本和欧洲。在2016年3月得到了墨西哥民用航空安全局的认证。在2016年5月得到了欧洲航空安全机构的认证。2017年6月，得到了加拿大运输局的认证。 2017年8月，得到了巴西国家民用航空机构的认证。

## 设计
HondaJet是一种非常规结构的低翼单翼机，它有一个复合材料所制的机身和一个铝制的机翼。该飞机安装两具通用電氣本田航空發動機的HF120涡扇发动机在机翼上。它配有可收缩的起落架，而且两个主起落架及一个前起落架全属单一轮的起落架。

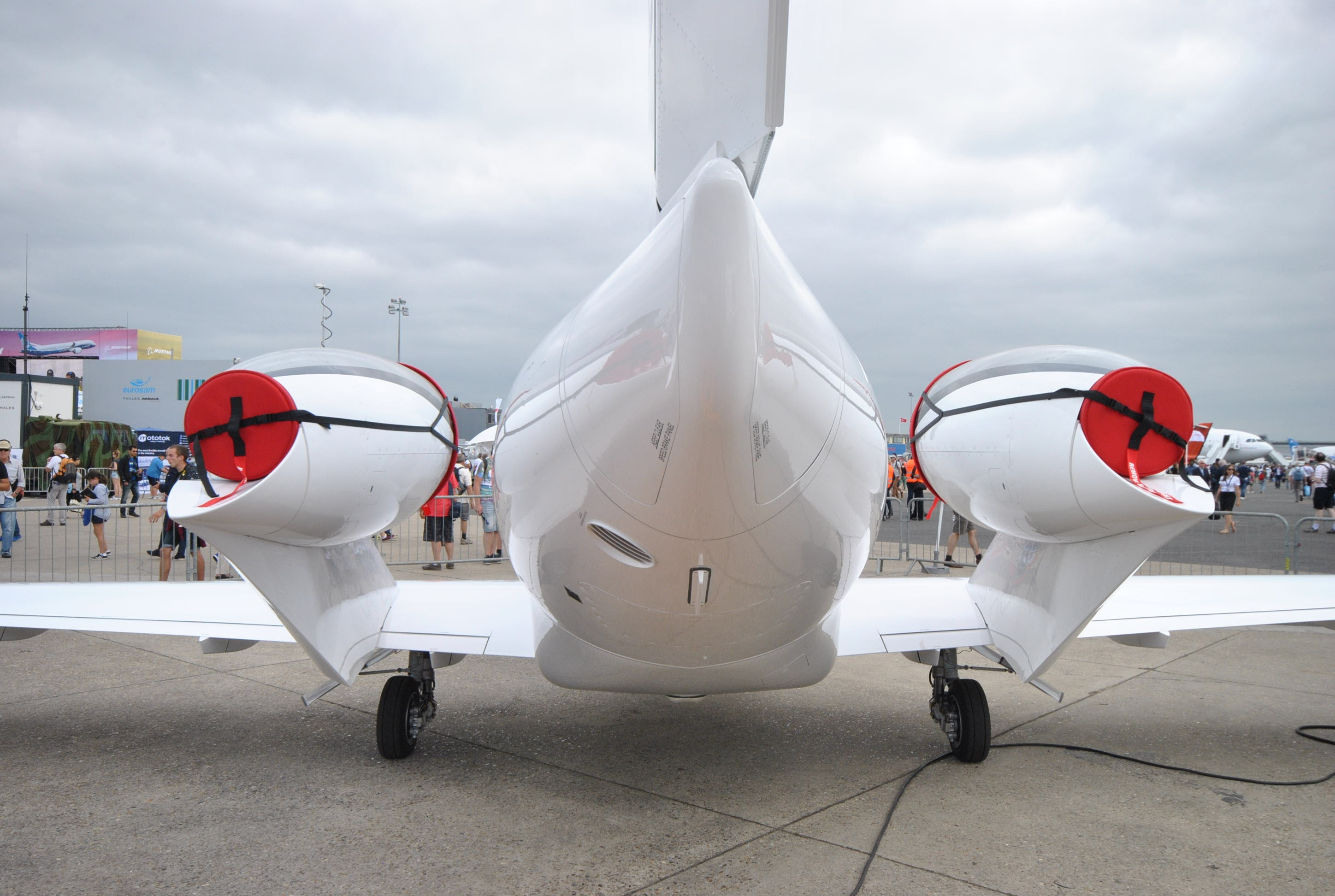
后侧观看飞机，显示出机翼上吊舱式发动机的配置

HondaJet的翼上吊舱式发动机的设计主要目的是把机舱的空间最大化，并实现降低波阻力及提高马赫数。該設計最早出現於上世紀70年代的VFW-614。乘客区的面积为5.43 m（17.80 英尺）长并有一个封闭式的厕所。半圆舱为3.69 m（12.1 英尺）长、1.52 m（5.00 英尺）宽、1.46 m（4.80 英尺）高。

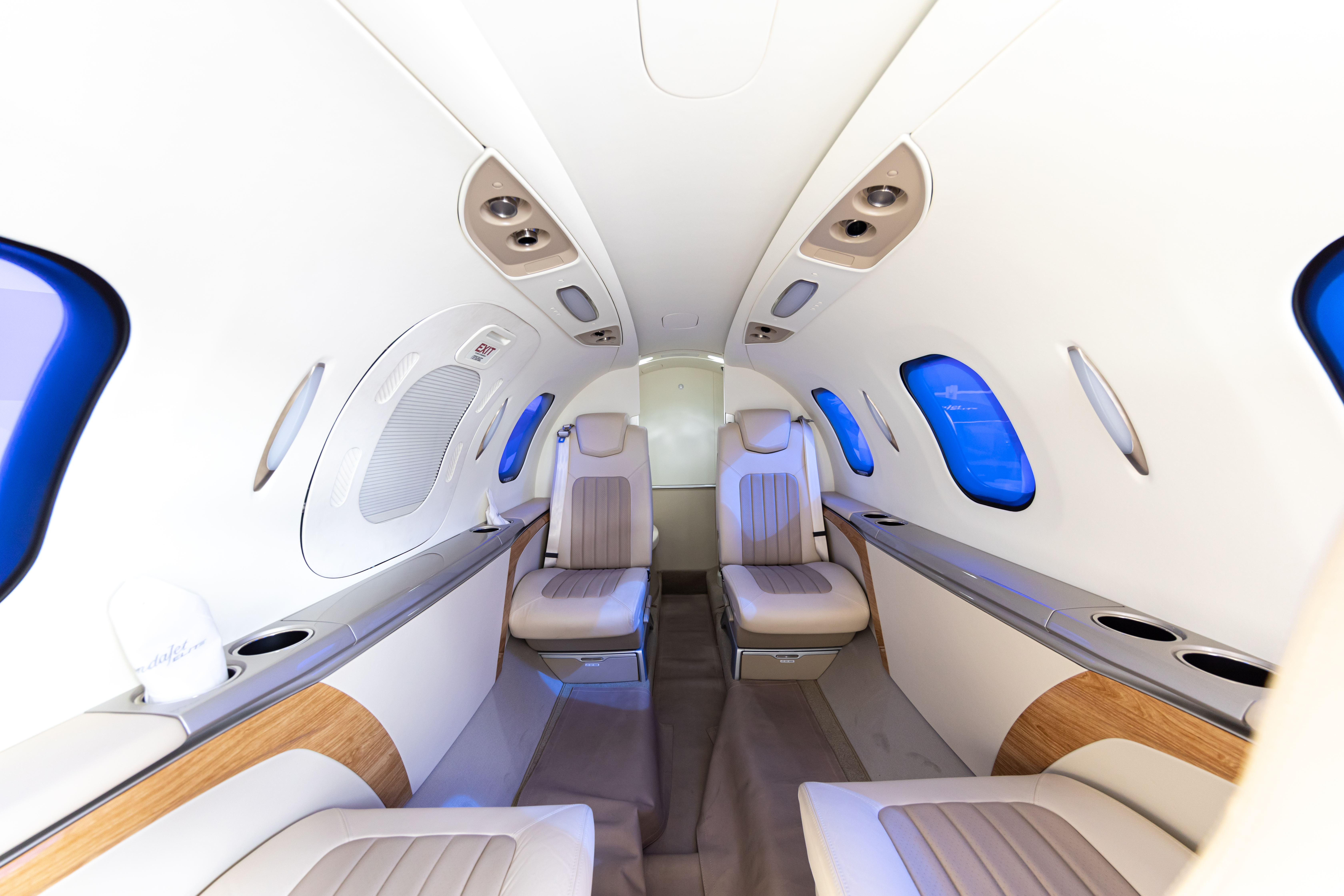
HondaJet 内部

机鼻与机翼是为了层流而设计的。引擎、机鼻与机身的结合取决于电脑模拟和风洞测试所得到的实绩。本田主张该飞机的轻质材料、空气动力学和高效的引擎组合让HondaJet与相似的飞机相比之下，能有高达17%的燃料节省效率。巡航在4万3千英尺时，每小时只耗费339公升（89.5加仑）的汽油。

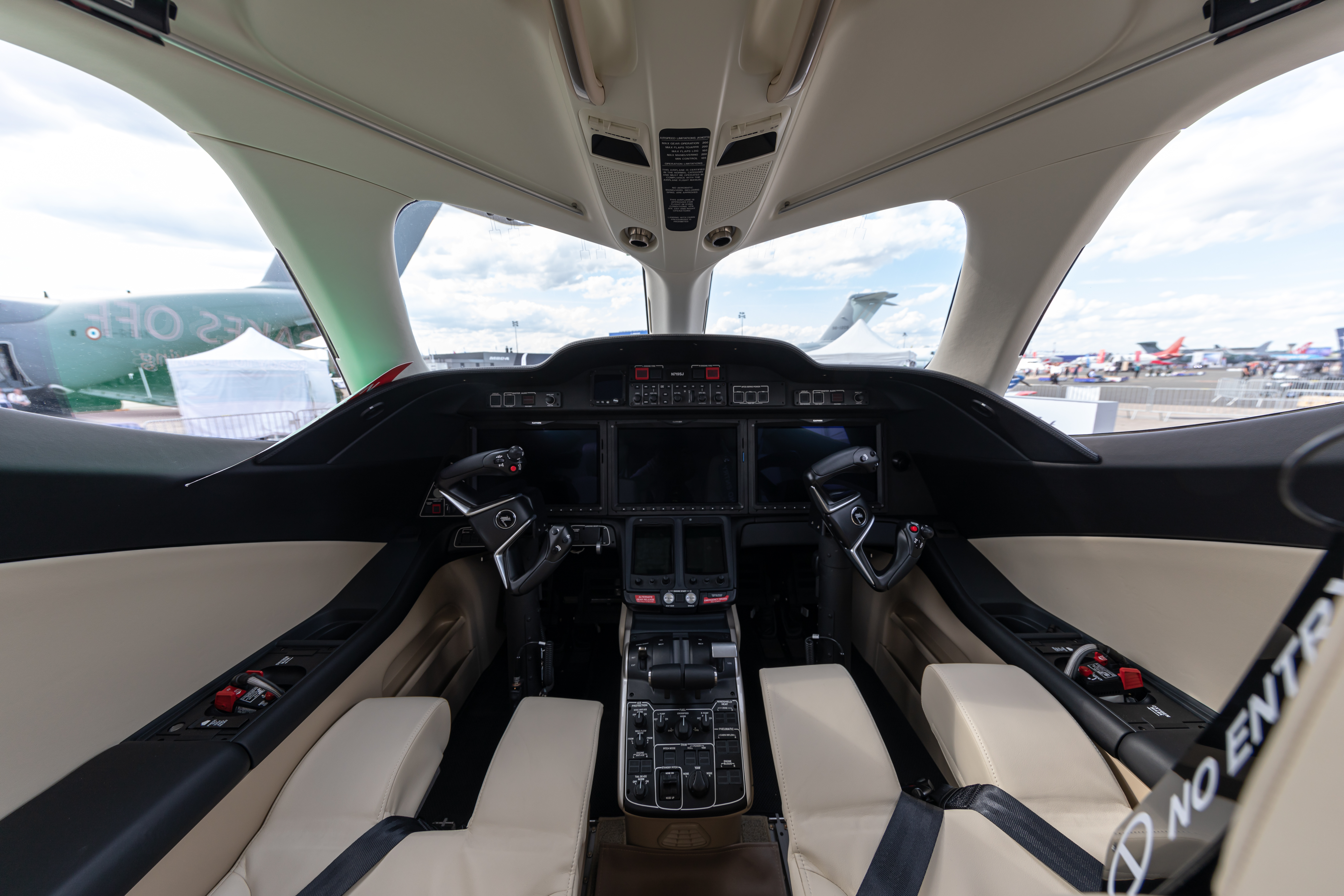
HondaJet 的驾驶舱

本田對航空發動機的研發始於1999年开始开发的小型涡扇发动机—HF118。HA-420使用的HF120是在本田与GE航空公司的合作下一起研发。该型发动机是在塞斯納獎狀CJ1上進行试验飛行。该发动机采用单风扇、双级压缩机和两级涡轮机。通用電氣本田HF120在2013年12月13日獲得美国联邦航空局的认证，于2015年獲得生产认证。

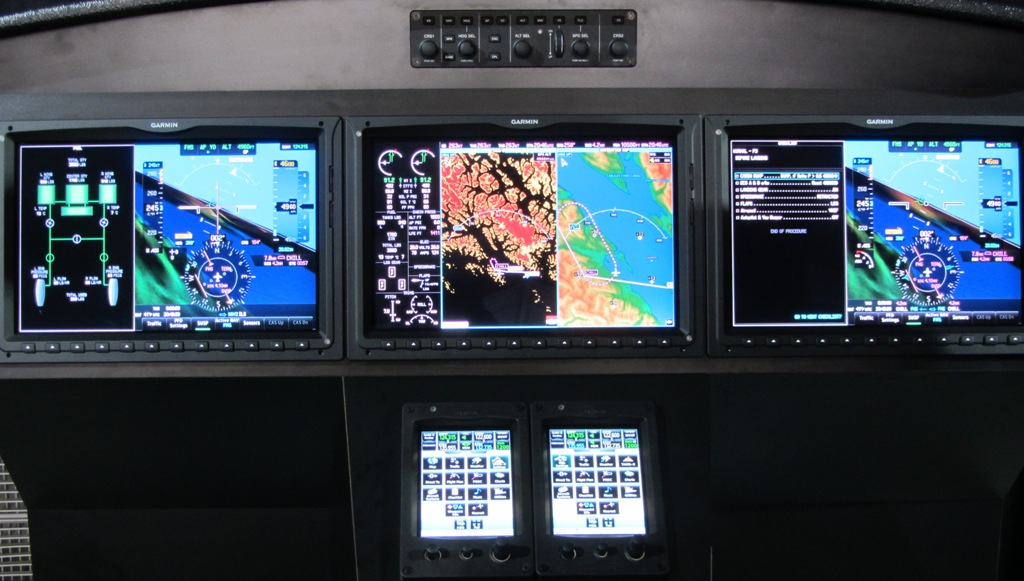
HA-420 的 Garmin G3000航空电子设备

该飞机配有3屏式触摸屏Garmin G3000玻璃驾驶舱系统。大部分驾驶舱资料都显示在平板显示器上。
藤野道格因领导设计而获得2014年国际航空科学理事会奖，以及年度航空行业领导者生活传奇奖。
HondaJet获得了几个奖项，其中包括了2017年《飞行杂志》的第一飞行创新奖、2014年《科技新時代》杂志给予的「最佳創新獎」、2012年 AAIA 的最佳飞机设计奖，以及財團法人日本產業設計振興協會的「2007 Good Design Award Best 15」。

### HondaJet Elite
2018年5月，HondaJet Elite亮相，其性能範圍得到擴大，其升降舵權限、航程、有效負載、最大起飛重量、油箱容量增加，內飾和駕駛艙也得到了更新。FAA於2018年5月2日對該型號證書進行了修訂。2020年EASA對HondaJet Elite進行了認證。2021年，HondaJet Elite S亮相。

### HondaJet Elite II

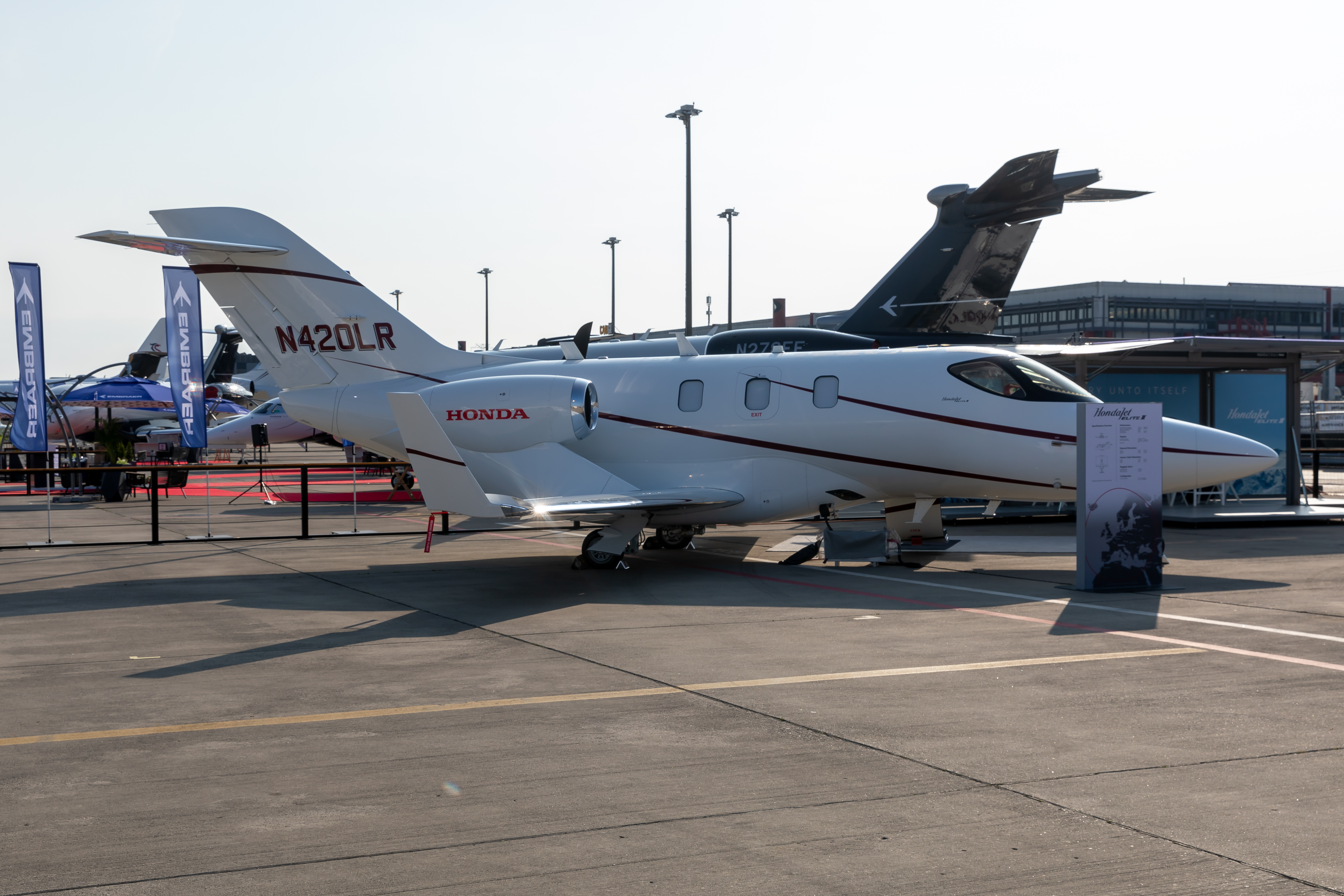
HondaJet Elite II在2023年歐洲商務航空會議暨展覽會（EBACE）

HondaJet Elite II於2022年10月17日發布，改進了空氣動力學性能，增加了燃油容量，總重量和航程增加。它採用了新的油漆方案和重新設計的內飾。FAA認證預計將於2022年底獲得。

### HondaJet Echelon
2021年10月12日，本田航空器公司在2021年美國公務航空大會展覽會上發布了HondaJet 2600概念機並展示了模型，旨在在決定啟動該計劃之前測試市場以評估需求。2023年6月，該公司宣布將開發該型飛機，在同年10月的美國公務航空大會上宣布了正式命名為HA-480 Echelon，計劃於2026年前進行首飛，將由兩台威廉姆斯FJ44發動機提供動力。

## 生产及銷售
HondaJet HA-420的生产是在皮埃蒙特三子城机场。生产飞机的工厂于2007年开始建造，并在2011年末完成。在2015年初，有12架飞机正在进行最后组装及5架飞机处于早期生产的阶段。至2015年5月為止，已生产了20架HA-420。本田估计将在第一年生产40架飞机，第二年开始将生产最多60架飞机。引擎制造厂在2015年3月拿到了认证。
本田于2015年的12月23日在美国北卡罗来纳州格林斯博罗交付了第一架HA-420飞机给客户。2016年4月交付了第一架HondaJet给欧洲的飞机经销商。2016年4月的报告里，差不多100架飞机里有20%的客户来自欧洲。
本田计划将在2019年3月把产量提高为一年80架。2016年第一季已交付了16架飞机，达到了每年36架的生产率。在2017年第一季，已生产了15架飞机。该年的年度目标介于55到60架飞机。HondaJet在2017年完成并交付了43架飞机给全球的客户。
2018年6月6日宣佈將與日本綜合商社丸紅合作，預計於2019年上半年開始在日本進行銷售。

## 事故及爭議
- 2018年9月24日，一架Honda HA-420 HondaJet在巴西伊瓜蘇國際機場（英语：Foz do Iguaçu International Airport）的32號跑道著陸後發生跑道偏離，飛機墜入峽谷並遭受嚴重損壞，三名乘客沒有受傷，飞机報廢。
- 2021年2月6日，一架Honda HA-420 HondaJet在中國的廣東珠海機場衝出跑道，導致機場封閉，其余航班被迫備降其他機場，沒有造成人員傷亡。
- HondaJet用戶Jet It公司的首席執行官表示，本田對客戶支持嚴重不足，並宣布計劃在2022年秋季出售其HondaJet機隊併購買巴西航空工業的飛鴻飛機。之後本田飛機公司於2022年12月對Jet It提起訴訟，指控其轉售HondaJet違反合同。該訴訟最後在庭外和解。
- 2023年5月，一架Honda HA-420 HondaJet在美國南卡羅來納州威爾克斯機場（英语：Wilkes County Airport）著陸時，在24號跑道末端撞上護堤，飛機著火併被燒毀。 該機擁有者Jet It公司宣布本周自願停飛其HondaJet機隊。 與此同時，由於過去一年內HondaJet發生了8起事故，HondaJet機主和其飛行員協會（HJOPA）呼籲其成員進行安全停飛整頓並召開會議。之後本田飛機公司在聲明中表示：“Jet It決定停飛其HondaJet機隊是Jet It獨立做出的，重要的是，本田飛機公司和任何航空當局都沒有建議這種停飛，因此，我們對Jet It停飛其機隊的決定不予置評。”[15]

## 外部連結
- （日語）Honda | HondaJet（页面存档备份，存于）
- （英文）HondaJet | Official Site of Honda Corporate Jet Aircraft（页面存档备份，存于）